# The Basement Tapes
The Basement Tapes — шістнадцятий студійний альбом американського музиканта та автора пісень Боба Ділана, виданий 26 червня 1975 року лейблом Columbia Records.
Альбом досяг № 7 у чарті Billboard 200 та № 8 у UK Albums Chart. У 2003 році журнал Rolling Stone помістив платівку на № 291 у "Список 500 найкращих альбомів усіх часів за версією журналу «Rolling Stone»

## Про альбом
Коли Ділан відновився після аварії на мотоциклі у липні 1966 року, він скликав музикантів The Band і почав записувати як нові композиції, так і паралельно з ними народні пісні в стилі кантрі. Всі 16 композицій Ділана, швидше за все, були записані у 1967 році у підвалі Big Pink (будинок, де жили 3 учасника The Band), в той час як вісім пісень The Band були записані в різний час у різних місцях протягом 1967—1975 років. У 1975 деякі пісні Ділана були дозаписані із допомогою накладення.
Матеріал із даних сесій часто з'являється на бутлегах починаючи із 1968 року, найбільш відомим із яких є Great White Wonder 1969 року.

## Список пісень
| Сторона 1 | Сторона 1                                  | Сторона 1  |
| #         | Назва                                      | Тривалість |
| --------- | ------------------------------------------ | ---------- |
| 1.        | «Odds and Ends»                            | 1:47       |
| 2.        | «Orange Juice Blues (Blues for Breakfast)» | 3:39       |
| 3.        | «Million Dollar Bash»                      | 2:32       |
| 4.        | «Yazoo Street Scandal»                     | 3:29       |
| 5.        | «Goin' to Acapulco»                        | 5:27       |
| 6.        | «Katie's Been Gone»                        | 2:46       |

| Сторона 2 | Сторона 2             | Сторона 2  |
| #         | Назва                 | Тривалість |
| --------- | --------------------- | ---------- |
| 1.        | «Lo and Behold!»      | 2:46       |
| 2.        | «Bessie Smith»        | 4:18       |
| 3.        | «Clothes Line Saga»   | 2:58       |
| 4.        | «Apple Suckling Tree» | 2:48       |
| 5.        | «Please, Mrs. Henry»  | 2:33       |
| 6.        | «Tears of Rage»       | 4:15       |

| Сторона 3 | Сторона 3                                | Сторона 3  |
| #         | Назва                                    | Тривалість |
| --------- | ---------------------------------------- | ---------- |
| 1.        | «Too Much of Nothing»                    | 3:04       |
| 2.        | «Yea! Heavy and a Bottle of Bread»       | 2:15       |
| 3.        | «Ain't No More Cane»                     | 3:58       |
| 4.        | «Crash on the Levee (Down in the Flood)» | 2:04       |
| 5.        | «Ruben Remus»                            | 3:16       |
| 6.        | «Tiny Montgomery»                        | 2:47       |

| Сторона 4 | Сторона 4                 | Сторона 4  |
| #         | Назва                     | Тривалість |
| --------- | ------------------------- | ---------- |
| 1.        | «You Ain't Goin' Nowhere» | 2:42       |
| 2.        | «Don't Ya Tell Henry»     | 3:13       |
| 3.        | «Nothing Was Delivered»   | 4:23       |
| 4.        | «Open the Door, Homer»    | 2:49       |
| 5.        | «Long Distance Operator»  | 3:39       |
| 6.        | «This Wheel's on Fire»    | 3:52       |